# Тісамен
Тісамен (грец. Τισαμενός) — син Ореста й Герміони, володар Аргосу і Спарти, відомий боротьбою з Гераклідами, під час якої загинув;
Тісамен — син Терсандра й Демонасси (доньки Амфіарая), онук Полініка;
Тісамен — елідський віщун, який за пророцтвом піфії мав здобути п'ять перемог. Коли Тіссамена перемогли на іграх, спартанці, гадаючи, що піфія мала на увазі військово-політичні перемоги, викликали його з братом під час перського вторгнення і подарували йому громадянські права.